# Johanna Benson
Johanna Benson (Walvis Bay, 17 de febrero de 1990) es una deportista namibia que compitió en atletismo adaptado. Ganó dos medallas en los Juegos Paralímpicos de Londres 2012.

## Palmarés internacional
| Juegos Paralímpicos | Juegos Paralímpicos   | Juegos Paralímpicos | Juegos Paralímpicos |
| Año                 | Lugar                 | Medalla             | Prueba              |
| ------------------- | --------------------- | ------------------- | ------------------- |
| 2012                | Londres (Reino Unido) | Medalla de oro      | 200 m T37           |
| 2012                | Londres (Reino Unido) | Medalla de plata    | 100 m T37           |